# Конёво (Сливенская область)
Конёво (болг. Коньово) — село в Болгарии. Находится в Сливенской области, входит в общину Нова-Загора. Население составляет 919 человек.

## Политическая ситуация
В местном кметстве Конёво, в состав которого входит Конёво, должность кмета (старосты) исполняет Пенё Иванов Митев (Граждане за европейское развитие Болгарии (ГЕРБ)) по результатам выборов правления кметства.
Кмет (мэр) общины Нова-Загора — Николай Георгиев Грозев (Граждане за европейское развитие Болгарии (ГЕРБ)) по результатам выборов в правление общины.